# ادیت کیندوال
ادیت کیندوال (انگلیسی: Edit Kindvall; ۲۱ ژوئیهٔ ۱۸۶۶ – ۲۶ دسامبر ۱۹۵۱) عکاس، آموزگار، و فعال حق رأی اهل سوئد بود.

## زندگی‌نامه
ادیت ماریا کیندوال در ۲۱ ژوئیهٔ ۱۸۶۶ در واربری زاده شد. پدرش کارل اکسل کیندوال (۱۸۳۲–۱۸۸۰) صاحب یک کتاب‌فروشی بود و مادرش آنا شارلوتا لیندکویست (متولد ۱۸۳۴) نام داشت. او سومین فرزند از پنج فرزند خانواده بود. پس از مرگ پدر، مادر خانواده در سال ۱۸۸۱ با فرزندانش به لینشوپینگ نقل مکان کرد، اما ادیت به ترانوس بازگشت و احتمالاً در آنجا برای معلمی آموزش دید.
او در سال ۱۸۸۶ به فینسپونگ رفت و تا سال ۱۸۸۹ در آنجا به‌عنوان معلم مشغول به کار بود. سپس یک سال در ترانوس گذراند و پس از آن به یوتبوری مهاجرت کرد. بین سال‌های ۱۸۹۵ تا ۱۸۹۷ در استروتشرا در منطقهٔ هل‌سینگلاند تدریس کرد و پس‌ازآن تا سال ۱۹۰۱ به‌عنوان آموزگار خانگی در سوندسوال کار کرد.
در همین سال، تصمیم گرفت مسیر حرفه‌ای خود را تغییر دهد و عکاسی را پیشهٔ خود کند. او در سال ۱۹۰۱ به‌عنوان دستیار نزد کارل برگگرن در آربرو آموزش دید. سال بعد، در سال ۱۹۰۲، استودیوی شخصی‌اش را در استورویک تأسیس کرد و آن را تا حدود سال ۱۹۰۹ اداره نمود. همچنین، گمان می‌رود او یک شعبهٔ دیگر در ناربوری نیز افتتاح کرده باشد.
ادیت کیندوال در کنار فعالیت حرفه‌ای‌اش، به‌شدت درگیر فعالیت‌های اجتماعی و سیاسی نیز بود. او از حامیان سرسخت حق رأی زنان به‌شمار می‌رفت. در سال ۱۹۰۷، شعبهٔ استورویک انجمن ملی حق رأی زنان (سوئد) را بنیان نهاد و سپس به عضویت هیئت‌مدیرهٔ مرکزی این انجمن درآمد. او در گردهمایی‌های مربوط به حق رأی زنان در مناطق یسترکلاند، دالارنا و هل‌سینگلاند شرکت فعال داشت و گزارش‌هایی دربارهٔ این رویدادها در نشریهٔ وابسته به اتحادیهٔ عمومی محافظه‌کاران، حزبی میانه‌رو که در آن نیز فعالیت می‌کرد، منتشر می‌کرد.
کیندوال به‌ویژه از جمله زنانی بود که توانست میان فعالیت‌های هنری، شغلی، و سیاسی پیوندی مؤثر برقرار سازد. عکاسی برای او تنها حرفه‌ای تجاری نبود، بلکه به‌عنوان ابزاری برای ثبت و بازنمایی زنان و زندگی روزمرهٔ آنان نیز کاربرد داشت. برخی منابع نشان می‌دهند که او از طریق استودیوی خود، پرتره‌هایی از زنان فعال در جنبش‌های اجتماعی و فرهنگی تهیه کرده است که در نشریات محلی یا آرشیوهای منطقه‌ای به چاپ رسیده‌اند. از این رو، نقش او در مستندسازی چهره‌های زنان دوران خود نیز برجسته است.
او نه‌تنها به مسائل زنان توجه داشت بلکه در زمینهٔ مشارکت سیاسی عمومی نیز نقش ایفا کرد. عضویت فعال او در حزب میانه‌رو و انجمن مردم‌گرای سوئد بیانگر علاقه‌اش به ساختارهای سیاسی زمانه‌اش بود. وی از معدود زنانی بود که توانست به‌صورت هم‌زمان در حوزه‌های فرهنگی، هنری و سیاسی مشارکت چشم‌گیر داشته باشد.
ادیت کیندوال سرانجام در ۲۶ دسامبر ۱۹۵۱ در استکهلم درگذشت. او به‌عنوان یکی از پیشگامان تلفیق حرفهٔ عکاسی با فعالیت‌های اجتماعی، در تاریخ زنان سوئد جایگاه ویژه‌ای دارد. زندگی او نمادی از پیوند میان هنر، سیاست، و مبارزه برای برابری جنسیتی در دوران مدرن سوئد است.